# Георгиевский (Ленинградская область)
Гео́ргиевский — посёлок в Котельском сельском поселении Кингисеппского района Ленинградской области.

## История

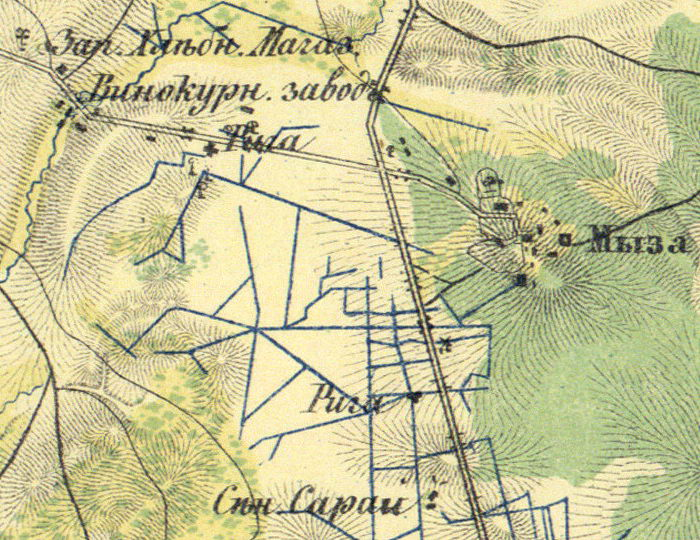
Земли посёлка Георгиевский на карте 1860 года

Согласно «Топографической карте частей Санкт-Петербургской и Выборгской губерний» в 1860 году на месте посёлка Георгиевский находился хлебозапасный магазин, винокуренный завод и рига.

ПИЛЛОВСКИЙ — полумызок владельческий при пруде и ключе, число дворов — 1, число жителей: 12 м. п., 9 ж. п.; Винокуренный завод. (1862 год)

Согласно материалам по статистике народного хозяйства Ямбургского уезда 1887 года мыза Георгиевская площадью 9696 десятин принадлежала графу Н. Е. Сиверсу, мыза была приобретена до 1868 года. В мызе был фруктовый сад, а также водяная и ветряная мельницы.
В 1900 году, согласно «Памятной книжке Санкт-Петербургской губернии», мыза Георгиевская площадью 3652 десятины принадлежала графу Николаю Егоровичу Сиверсу.
В конце XIX — начале XX века поселение административно относилось к Котельской волости 2-го стана Ямбургского уезда Санкт-Петербургской губернии.
По данным «Памятной книжки Санкт-Петербургской губернии» за 1905 год мыза Георгиевская площадью 467 десятин принадлежала тайному советнику гофмейстеру графу Николаю Георгиевичу Сиверсу, а также участком земли мызы Георгиевская площадью 8185 десятин владел граф Георгий Николаевич Сиверс.
С 1917 по 1924 год посёлок Георгиевский входил в состав Георгиевского сельсовета Котельской волости Кингисеппского уезда.
С 1924 года в составе Войносоловского сельсовета. 
С 1925 года в составе Пилловского сельсовета. 
Согласно данным переписи населения СССР 1926 года в посёлке Георгиевск (бывшее имение) проживали 28 человек, большинство ижоры, а также русские и финны; на расположенных к востоку от посёлка Геогргиевских хуторах — 111 человек, большинство эстонцы, а также русские.
С 1927 года в составе Котельского района.
С 1928 года в составе Больше-Руддиловского сельсовета. В 1928 году население посёлка Георгиевский составляло 139 человек.
Согласно топографической карте 1930 года посёлок назывался Ново-Георгиевский. К востоку от посёлка находилась «Коммуна Георгиевская».

План посёлка Георгиевский. 1938 год

С 1931 года в составе Кингисеппского района.
По данным 1933 года посёлок назывался Георгиевское и входил в состав Руддиловского сельсовета Кингисеппского района.
Согласно топографической карте 1938 года посёлок насчитывал 9 дворов. 
В 1939 году население посёлка Георгиевский составляло 44 человека.
В 1940 году посёлок Георгиевский был присоединён к деревне Пиллово.
По данным 1966, 1973 и 1990 годов посёлок Георгиевский входил в состав Котельского сельсовета.
В 1997 году в посёлке Георгиевский проживали 22 человека, в 2002 году — 20 человек (все русские), в 2007 году — 11.

## География
Посёлок расположен в северо-восточной части района на автодороге 41К-615 (подъезд к дер. Пиллово).
Расстояние до административного центра поселения — 6 км.
Расстояние до железнодорожной платформы Кихтолка — 1,5 км.
Через посёлок протекает река Кихтолка.

## Демография
| 1862 | 1997 | 2007 | 2010 | 2017 |
| ---- | ---- | ---- | ---- | ---- |
| 16   | ↗22  | ↘11  | →11  | ↘5   |

### Национальный состав
Согласно данным Всероссийской переписи населения 2021 года в посёлке проживали 14 человек, все русские.